# María José Lora
María José Lora Loayza (Trujillo, 15 de agosto de 1990) es una actriz, modelo, empresaria, Realtor y reina de belleza peruana, ganadora del título Miss Grand Internacional 2017, siendo la primera Sudamericana en ganar el dicho certamen de belleza y la primera peruana en concretar dicha hazaña.

## Biografía

Huanchaco, es el distrito en donde María José Lora se crio con su familia, ubicado en la ciudad de Trujillo.

Lora nació en la ciudad de Trujillo, departamento de La Libertad en el año de 1990. Es hija de Ernesto Lora y Sonia María Loayza, tiene tres hermanos: Juan Humberto, Gabriela y Blanca Lucía Lora Loayza. Desde muy corta edad, se mudó con su familia al distrito trujillano de Huanchaco.          

## Miss Perú
María José decidió concursar en la edición del año 2017 en el certamen Miss Perú. Fue designada por la presidenta de la Organización del Miss Perú, Jessica Newton, para representar a dicho país en la quinta edición del Miss Grand Internacional, como Miss Grand Perú.

## Miss Grand Internacional 2017
La edición número 5 de Miss Grand Internacional se llevó a cabo en el Vinpearl Resort & Villas de la islas de Phu Quoc Island, Vietnam, donde candidatas de 76 países y territorios autónomos compitieron por el título y la corona durante  4 semanas.  
Al final del evento, el 25 de octubre del 2017, María obtuvo el título de Miss Grand Internacional 2017 sobrepasando a la venezolana Tulia Alemán. Convirtiéndose en la primera mujer Sudamericana en ganar dicho concurso y en la cuarta para Latinoamérica, después de Anea García de República Dominicana quien renunció al título.
María José Lora fue la primera sudamericana en ganar el certamen tailandés y la primera en expandirlo por Sudamérica. Cómo reina visitó 13 países, los cuales fueron: Vietnam, Tailandia, Indonesia, China, USA, Perú, Myanmar, Colombia, Venezuela, España, Netherlands, India y Japón.